# Маклендон-Чизом (Тексас)
Маклендон-Чизом (енгл. McLendon-Chisholm) град је у америчкој савезној држави Тексас. По попису становништва из 2010. у њему је живело 1.373 становника.

## Демографија
Према попису становништва из 2010. у граду је живело 1.373 становника, што је 459 (50,2%) становника више него 2000. године.
| Група             | 2000.       | 2010.         |
| Белци             | 878 (96,1%) | 1.233 (89,8%) |
| Афроамериканци    | 2 (0,2%)    | 27 (2,0%)     |
| Азијати           | 6 (0,7%)    | 6 (0,4%)      |
| Хиспаноамериканци | 20 (2,2%)   | 91 (6,6%)     |
| Укупно            | 914         | 1.373         |